# Léon de Clerque Wissocq de Sousberghe
Léon de Clerque Wissocq de Sousberghe, meestal bekend als Léon de Sousberghe (kasteel van Conjoux in Conneux, 25 oktober 1903 – Sint-Pieters-Woluwe, 30 maart 2006), was een Belgisch jezuïet, etnoloog en antropoloog.

## Levensloop
Burggraaf Léon de Sousberghe, lid van de Sociëteit van Jezus, was een zoon van burggraaf Adrien de Clerque Wissocq de Sousberghe (1873-1945) en van Madeleine de Villers (1881-1969). Zijn enige zus, Marie Anne Ghislaine Joséphine de Clerque Wissocq de Sousberghe (1904-2016), werd kloosterzuster en bereikte, zoals hij, een zeer hoge leeftijd.
Tijdens de Eerste Wereldoorlog studeerde hij in Parijs en op het eiland Jersey. In 1918 behaalde hij het baccalaureaat bij de jezuïeten in Tours.
Hij vervolgde zijn studies aan de Université catholique de Louvain (1834-1968). In 1929 promoveerde hij tot doctor in de wijsbegeerte en in 1930 tot doctor in de rechten. In 1930 trad hij in het noviciaat in van de Belgische jezuïeten en werd in 1936 priester gewijd.
Hij doceerde vervolgens rechten, meer bepaald sociaal recht aan de Universitaire Faculteiten Sint-Ignatius Antwerpen. In 1939 werd hij aalmoezenier in het Belgisch leger en na de Achttiendaagse Veldtocht werd hij krijgsgevangen genomen. Hij keerde vervolgens naar de Sint-Ignatiushogeschool terug.

## Etnoloog en antropoloog
In 1950 gaven zijn oversten hem de toestemming om zich voltijds aan de etnografie te wijden. Hij bekwaamde zich hierin in Londen, waar hij studeerde bij Daryll Forde in het departement antropologie van University College of London. Vervolgens werd hij voltijds onderzoeker.
Hij begon zijn onderzoekingen bij de Bapendéstammen in Belgisch-Congo, een gebied waar de Belgische jezuïeten missioneerden. Hij verbleef er van 1951 tot 1953 en van 1955 tot 1957. Zijn onderzoekswerk werd gefinancierd door de Koninklijke Academie voor Overzeese Wetenschappen van België. Hij publiceerde de resultaten hiervan in wat zijn voornaamste publicatie werd, Art Pende, voor het eerst verschenen in 1958.
In 1960-1962 doceerde hij sociale antropologie aan de Ibero-Amerikaanse Universiteit in Mexico. Vanaf 1963 doceerde hij aan de universiteit Lovanium in Kinshasa en aan de Universiteit 'Lumière de Bujumbura' in Burundi. In 1965-1967 was hij opnieuw voltijds onderzoeker, ditmaal bij de Havu- en de Nyangastammen in Burundi.
Hij concentreerde zich voornamelijk op de bloedverwantschap en de huwelijken bij de Afrikaanse stammen. Hij bestudeerde onder meer de problemen van incest en publiceerde hierover Don et contre-don de la Vie (1986). Hij was al 82 toen hij hiervoor de Prijs Georges Bruel ontving van de Koninklijke Academie voor Overzeese wetenschappen.
Hij was overtuigd dat de traditionele Afrikaanse cultuur sterk achteruitging en risico liep spoedig te verdwijnen. Hij schreef daarom heel wat monografieën, teneinde de lokale culturen te beschrijven en te begrijpen. Hij interesseerde zich meer bepaald voor de Pendécultuur en -kunst.
Hij was gedurende een aantal jaren directeur bij de Koninklijke musea voor kunst en geschiedenis in Brussel. In 2001 - hij was toen 98 - leidde hij nog een seminarie aan de ULB onder de titel Ethnographie générale et congolaise.

## Publicaties

### Boeken
- L'art pende (met 372 foto's en tekeningen, waarvan 125 door de auteur), Koninklijke academie, Brussel, 1958.
- Don et contre-don de la vie: Structure élémentaire de parenté et union préférentielle, St. Augustin, Anthropos-Instituut, 1986.

### Monografieën
- Structures de parenté et d'alliance d'après les formules Pende (ba-Pende, Congo belge), J. Duculot, 1955.
- Les danses rituelles mungonge et kela des ba-Pendé (Congo belge), Koninklijke academie voor overzeese wetenschappen, 1956.
- Pactes de sang et pactes d’union dans la mort chez quelques peuplades du Kwango, Gembloux, Duculot, 1960.
- Deux palabres d'esclave chez les Pendé (province de Léopoldville, 1956), 1961.
- Les Pendé: aspects des structures sociales et politiques, Université de Bujumbura, 1963.
- Les Unions entre cousins croisés. Une comparaison des systèmes du Rwanda-Burundi avec ceux du Bas-Congo, Brussel, Desclée de Brouwer, 1968.
- Unions consécutives entre apparentés : une comparaison de systèmes du Bas-Congo et de la région des Grands-Lacs, Desclée de Brouwer. Parijs, 1969.
- Époux, alliés et consanguins chez les Yaka du Sud, Bujumbura, 1965

### Artikels
- Essai de philosophie du primitif, in: Revue de l'Aucam, 1936.
- A propos de La philosophie bantoue, in: Zaïre (Brussel), 1951.
- De la signification de quelques masques Pende: Shave des Shona et Mbuya des Pende, in: Zaire, 1963.
- Découverte des 'tours' construites par les Pende sur le Haut-Kwango, in: Bulletin de 'Académie Royale des Sciences coloniales, t. IV, 1958.
- Régime foncier ou tenure des terres chez les Pende, in: Bulletin de l'Académie Royale des Sciences Coloniales, vol. IV
- Le suicide chez les ba-Pende, in: Bull. IRCB, 1954.
- Etuis péniens ou gaines de chasteté chez les ba-Pende, in: Africa, 1954.
- L'étude du droit coutumier indigène; Méthode et obstacles, in: Zaïre, 1955.
- Cases cheffales sculptées des ba-Pende, in: Bulletin de la Société royale belge d'Anthropologie et de Préhistoire, 1955.
- (met C. Uribe) Nomenclature et structure de parenté des Indiens Tzeltal (Mexique), in: L'Homme, 1962.
- (met C. Uribe) Nomenclature et structure de parenté chez les Maya du Yucatan, in: L'Homme, 1963.
- Union structurale et alliance en Afrique Centrale, in: Anthropos, 1973.
- Structures de parenté des Sena Gorongosa (Mozambique), in: L'Homme, 1965.
- Note complémentaire sur la parenté chez les Sena (Mozambique), in: L'Homme, 1966.
- L'immutabilité des relations de parenté par alliance dans les sociétés matrilinéaires du Congo, in: L'Homme, 1966.
- L'indissolubilité des unions entre apparentés au Bas-Zaïre, Uppsala University, 1976
- Les danses rituelles mungonge et kela des ba - Pende (Congo belge), in: Académie Royale des Sciences d'Outre-Mer (ARSOM), Brussel, 1956.
- Classes ou générations nobles chez les Sâ, in: Académie Royale des Sciences d'Outre-Mer (ARSOM), Bulletin des Séances, 1966.
- Miscellanea ethnographica, in: Musée Royal de l'Afrique Centrale, 1963
- Le problème de l'anthropologie: Repenser et ré-observer la parenté et le mariage, in: Anthropos, 1975.